# Züschen (Winterberg)
Züschen is een dorp in de gemeente Winterberg, in de Hochsauerlandkreis van de Duitse deelstaat Noordrijn-Westfalen. in Züschen was een zelfstandige gemeente tot 1 januari 1975.
Bezienswaardig in dit wintersportdorp is het Dorpsmuseum Borg's Scheune, waar ook een zaaltje voor muziek- en toneeluitvoeringen is. Het museum is gevestigd in een 18e-eeuws vakwerkhuis.
Züschen ligt aan de Uerdinger linie, het gesproken dialect is er het Westfaals.